# Orel bojovný
Orel bojovný (Polemaetus bellicosus) je druh orla z monotypického rodu Polemaetus. Obývá subsaharskou Afriku s výjimkou pouští, neprostupných deštných pralesů a hor vyšších než 3000 m, vyhýbá se také hustě osídleným oblastem.

## Popis
Je největším africkým druhem orla. Dosahuje délky 78–96 cm a váhy nejčastěji 3–5 kg (velké samice i přes 6 kg). Rozpětí křídel dosahuje průměrně 205 až 212 cm, výjimečně velcí jedinci ho mohou mít až 260 cm. Samice bývají asi o čtvrtinu větší než samci. Celkově se svými rozměry a hmotností řadí do sedmičky největších orlů světa. Hřbet a hlava jsou šedohnědé a břicho bílé s tmavšími skvrnami (mladší jedinci mívají světlejší zbarvení), na hlavě má orel bojovný nápadnou chocholku. Duhovka je žlutá.

## Způsob života
Druhový název dostal podle agresivity, s níž chrání své teritorium. To mívá 15 až 300 km2. Patří k vrcholovým predátorům africké savany, vyznačuje se mimořádně ostrým zrakem a silným stiskem pařátů. Většinu času krouží ve výšce a kořisti se zmocňuje překvapivým střemhlavým útokem. Potravu orla bojovného tvoří damani, promykovití, kočkodanovití, kombovití, kaloni, zajíc africký, zajíc savanový, luskoun stepní, pes ušatý, perlička kropenatá, husice nilská, čáp sedlatý, drop kori, volavkovití, varani, mamby nebo kobra kapská, loví také mláďata pštrosů a antilop. Jeho kořist typicky váží 1 až 5 kg, výjimečně ale uloví zvířata s hmotností až 35 kg. Občas napadá též domácí zvířata, proto ho domorodci často zabíjejí. Studie provedená v Namibii nicméně ukázala, že domácí zvířata tvoří méně než 1 % orlí potravy a jejich perzekuce je tudíž neopodstatněná.
V přírodě se průměrně dožívá 14 let, výjimečně to může být až 25.

## Rozmnožování
Hnízdo orla bojovného bývá umístěno na vysokých stromech a má průměr okolo dvou metrů. Samice snáší jedno nebo dvě vejce jednou za dva až tři roky, mláďata se líhnou po šesti týdnech, létat začínají ve věku okolo 100 dní a definitivně se osamostatní zhruba jako půlroční.